# Ann Osgerby
Ann Osgerby (Reino Unido, 20 de enero de 1963) es una nadadora británica retirada especializada en pruebas de estilo mariposa, donde consiguió ser subcampeona olímpica en 1980 en los 4 x 100 metros estilos.

## Carrera deportiva
En los Juegos Olímpicos de Moscú 1980 ganó la medalla de plata en los relevos de 4 x 100 metros estilos (nadando el largo de mariposa), con un tiempo de 4:12.24 segundos, tras la República Democrática Alemana (oro) y por delante de la Unión Soviética (bronce), siendo sus compañeras de equipo las nadadoras: Helen Jameson, Margaret Kelly y June Croft.